# Thermodynamique hors équilibre
La thermodynamique hors équilibre est le domaine de recherche étudiant les phénomènes de relaxation et de transport au voisinage de l'équilibre thermodynamique. Il s'agit là de phénomènes dissipatifs donc irréversibles, liés à une augmentation de l'entropie.
Les méthodes présentées ici relèvent de la thermodynamique proprement dite, qui permet de donner les lois caractérisant un phénomène.
Ces phénomènes sont également décrits par la théorie cinétique qui, au-delà de la physique statistique décrivant un milieu à l'équilibre, permet d'accéder aux lois de transport et de relaxation et de plus à l'expression des coefficients présents dans celles-ci par passage du niveau cinétique au niveau continu. Ces méthodes sont les méthodes statistiques de la physique statistique hors d'équilibre, la méthode des moments et celle des développements asymptotiques dans le cas de la méthode de Chapman-Enskog pour un gaz.

## Historique
Le domaine remonte aux travaux de Joseph Fourier sur la conduction thermique (1822).
Par la suite et jusqu'à la fin du XIXe siècle la thermodynamique va voir un extraordinaire développement avec les travaux de Rudolf Clausius qui établit la seconde loi de la thermodynamique et introduit la notion d'entropie en 1862.
Josef Stefan établit en 1871 la loi de diffusion dans un milieu comportant plusieurs espèces.
Pierre Duhem et Willard Gibbs (1875-1878) introduisent la notion de potentiel thermodynamique.
Pierre Curie (1894), Lars Onsager, (1931) et Hendrik Casimir (1945) établissent les propriétés existantes dans tous les systèmes thermodynamiques linéaires à partir des propriétés d'invariance ou de symétrie de ces systèmes.
Ces travaux culminent avec Ilya Prigogine et ses travaux sur les structures dissipatives. L'histoire plus récente est surtout celle des théories statistiques et des formulations variationnelles du problème.

## Définitions et postulats

### Entropie
La base du raisonnement est le postulat suivant lequel les états d'équilibre d'un système isolé sont décrits au niveau macroscopique par un certain nombre de variables extensives (conservatives) {\displaystyle i}, représentées par leur densité volumique {\displaystyle X_{i}}. Chacun de ces états est caractérisé par son entropie {\displaystyle S(X_{i})} où {\displaystyle S} est une fonction positive, concave, continûment différentiable, ce qui exclut l'étude des changements de phase. Il est possible de partitionner le système en sous-systèmes (indice {\displaystyle j}) pour lesquels on définit une entropie {\displaystyle S_{j}}. Ces entropies sont additives et extensives :
{\displaystyle S=\sum _{j}S_{j}(X_{i})}
{\displaystyle S(\alpha X_{i})=\alpha S(X_{i})}

### Affinités
Les échanges autorisés entre sous-systèmes peuvent être scalaires (réactions chimiques), vectoriels (masse, énergie) ou tensoriels (quantité de mouvement). Ils provoquent une variation des variables {\displaystyle X_{i}} compatible des lois de conservation.
En dérivant l'expression de {\displaystyle S} on obtient la relation de Gibbs-Duhem sur les variables intensives conjuguées {\displaystyle F_{i}} et donc les affinités {\displaystyle {\mathcal {F}}_{i}=\nabla F_{i}} :
{\displaystyle \mathrm {d} S=\sum _{i}{\frac {\partial S}{\partial X_{i}}}\mathrm {d} X_{i}=\sum _{i}F_{i}\mathrm {d} X_{i}}
{\displaystyle S} étant concave la relation {\displaystyle X_{i}\mapsto F_{i}} est inversible : connaissant {\displaystyle F_{i}} on peut en déduire {\displaystyle X_{i}}.

### Équilibre thermodynamique local
La thermodynamique hors équilibre postule également l'existence d'un équilibre thermodynamique local pour chacun des sous-systèmes élémentaires associés à un élément de l'espace-temps {\displaystyle \mathrm {d} \mathbf {x} \,\mathrm {d} t}. Ce postulat permet de définir des quantités macroscopiques locales : énergie, température, etc. On peut justifier cette hypothèse en supposant que dans le milieu le gradient de {\displaystyle X} est tel que la variation de cette quantité sur une distance microscopique représentative (par exemple le libre parcours moyen dans un gaz) est petite devant la fluctuation statistique à l'équilibre de {\displaystyle X}. Cette hypothèse est habituellement amplement justifiée.

### Transport et relaxation
À chacun des sous-systèmes élémentaires ainsi définis on associe une entropie. L'entropie globale définie ci-dessus est maximale à l'équilibre thermodynamique global. Le processus de marche vers cet équilibre n'est possible que pour un système isolé et se fait en respectant à chaque instant l'équilibre local, ce qui implique l'existence de constantes de temps très différentes pour chacune des échelles. Le mécanisme correspondant est un mécanisme de relaxation.
Dans le cas où le système échange avec le milieu extérieur le problème correspond à un mécanisme de transport. Dans ce cas on suppose également vérifié l'équilibre thermodynamique local.

## Conservation de l'entropie
On note {\displaystyle \mathbf {J} } le flux. L'équation de conservation de {\displaystyle X_{i}} s'écrit, en l'absence de terme source :
{\displaystyle {\frac {\partial (\rho X_{i})}{\partial t}}+\nabla \cdot \mathbf {J} _{i}=0}
Et celle de l'entropie :
{\displaystyle {\frac {\partial (\rho S)}{\partial t}}+\nabla \cdot \mathbf {J} _{S}=\sigma _{S}\;\geq \;0}
{\displaystyle \sigma _{S}} est le terme source d'entropie. La relation de Gibbs écrite plus haut permet d'expliciter divers termes de ces équations :
{\displaystyle \mathbf {J} _{S}=\sum _{i}F_{i}\mathbf {J} _{i}\;,\;\;\;{\frac {\partial (\rho S)}{\partial t}}=\sum _{i}F_{i}{\frac {\partial (\rho X_{i})}{\partial t}}}
En portant dans l'équation de conservation de l'entropie et en tenant compte de celle sur {\displaystyle X_{i}} on obtient le terme source interne :
{\displaystyle \sigma _{S}=\sum _{i}\mathbf {J} _{i}\cdot {\mathcal {F}}_{i}}

## Flux et affinités, principe de Curie et relations de réciprocité
Si l'on est proche de l'équilibre thermodynamique on peut exprimer la relation entre flux et affinités sous forme linéaire :
{\displaystyle \mathbf {J} _{i}=\sum _{k}{\frac {\partial \mathbf {J} _{i}}{\partial F_{k}}}\,{\mathcal {F}}_{k}=\sum _{k}L_{ik}\,{\mathcal {F}}_{k}}
Dans cette équation on voit les effets directs : un flux lié à l'affinité correspondante par l'intermédiaire de {\displaystyle L_{ii}}. Mais on peut aussi voir les effets indirects : l'affinité {\displaystyle k} est responsable du flux {\displaystyle i} par l'intermédiaire du terme {\displaystyle L_{ik},\,k\neq i}.
Toutefois ce couplage n'existe dans un milieu isotrope sans champ magnétique que pour des quantités de dimension analogue : scalaire, vectorielle ou tensorielle. Ceci découle d'une analyse des symétries et invariances du système comme dans le principe de Curie.
Par suite le terme source d'entropie est :
{\displaystyle \sigma _{S}=\sum _{i}\sum _{k}L_{ik}\,{\mathcal {F}}_{i}\cdot {\mathcal {F}}_{k}\geq 0}
La matrice des {\displaystyle L_{ik}} est définie positive et {\displaystyle L_{ii}\geq 0}.
Les coefficients cinétiques {\displaystyle L_{ik}} ne dépendent que des valeurs à l'équilibre et sont liés par les relations de réciprocité d'Onsager-Casimir,,, liées au comportement des quantités conservatives par inversion du temps. Dans une telle opération la quantité {\displaystyle X_{i}} se transforme en {\displaystyle \epsilon _{i}X_{i}} où {\displaystyle |\epsilon _{i}|=1} est la signature de la variable. En écrivant les relations reliant les diverses valeurs pour une petite variation de celles-ci on montre que :
{\displaystyle L_{ki}=\epsilon _{i}\epsilon _{k}L_{ik}}

## Un exemple: l'écoulement d'un fluide

### Affinités
Dans le cas de l'écoulement uniforme d'un fluide en équilibre les variables conservatives sont :
- {\displaystyle n_{i}} : le nombre de particules d'espèce {\displaystyle i} par unité de volume, de masse {\displaystyle m_{i}} ;
- {\displaystyle \mathbf {P} =\rho \mathbf {V} } : la quantité de mouvement, où {\displaystyle \rho } est la masse volumique {\displaystyle \rho =\sum _{i}n_{i}m_{i}} et {\displaystyle V} la vitesse ;
- {\displaystyle E=U+{\frac {\rho V^{2}}{2}}} : l'énergie totale, {\displaystyle U} étant l'énergie interne par unité de volume.

Pour un déplacement de l'équilibre la différentielle de l'énergie totale par unité de volume est, :
{\displaystyle \mathrm {d} E=T\mathrm {d} S+\sum _{i}\mu _{i}\mathrm {d} n_{i}+\mathbf {V} \cdot \mathrm {d} \mathbf {P} }
où {\displaystyle \mu _{i}} est le potentiel chimique. Pour un gaz monoatomique, il est donné par ({\displaystyle k_{\text{B}}} est la constante de Boltzmann et {\displaystyle h} la constante de Planck) :
{\displaystyle \mu _{i}=k_{\text{B}}T\,\log n_{i}-{\frac {3}{2}}k_{\text{B}}T\,\log \!\left({\frac {2\pi mk_{\text{B}}T}{h^{2}}}\right)-{\frac {1}{2}}mV^{2}}
Cette équation peut s'écrire :
{\displaystyle \mathrm {d} S={\frac {1}{T}}\,\mathrm {d} E-\sum _{i}{\frac {\mu _{i}}{T}}\,\mathrm {d} n_{i}-{\frac {\mathbf {V} }{T}}\,\mathrm {d} \mathbf {P} }
{\displaystyle {\frac {1}{T}},\,-{\frac {\mu _{i}}{T}},\,-{\frac {\mathbf {V} }{T}}} sont les affinités associées à {\displaystyle E,\,n_{i},\,\mathbf {P} }, respectivement.

### Définition de la diffusion
On définit la vitesse d'ensemble barycentrique par :
{\displaystyle \mathbf {V} =\sum _{i}{\frac {n_{i}}{n}}\mathbf {V} _{i}\,,\;\;\;n=\sum _{i}n_{i}}
et les flux de diffusion {\displaystyle \mathbf {J} _{i}^{D}} par :
{\displaystyle \mathbf {J} _{i}=n_{i}\mathbf {V} +\mathbf {J} _{i}^{D}}
La signification de cette définition est évidente lorsqu'on fait apparaître la vitesse de diffusion définie par {\displaystyle \mathbf {J} _{i}^{D}=n_{i}\mathbf {V} _{i}^{D}}. La vitesse d'ensemble de l'espèce i est {\displaystyle \mathbf {V} +\mathbf {V} _{i}^{D}}. De cette définition il résulte que la somme des flux de diffusion est nulle :
{\displaystyle \sum _{i}\mathbf {J} _{i}^{D}=0}

### Le terme source d'entropie et les flux
Le terme source d'entropie défini plus haut s'écrit :
{\displaystyle \sigma _{S}=\mathbf {J} _{E}\cdot \nabla \left({\frac {1}{T}}\right)-\sum _{i}\mathbf {J} _{i}\cdot \nabla \left({\frac {\mu _{i}}{T}}\right)}
En utilisant
| la relation de Gibbs-Helmholtz | {\displaystyle \nabla \left({\frac {\mu _{i}}{T}}\right)={\frac {1}{T}}\left.\nabla \mu _{i}\right\|_{T}+h_{i}\nabla \left({\frac {1}{T}}\right)} où hi est l'enthalpie |
| la relation de Gibbs-Duhem     | {\displaystyle \sum _{i}n_{i}\left.\nabla \mu _{i}\right\|_{T}=0} |
le terme source d'entropie devient :
{\displaystyle \sigma _{S}=\mathbf {J} _{Q}\cdot \nabla \left({\frac {1}{T}}\right)-\sum _{i}\mathbf {J} _{i}^{D}\cdot \nabla \left({\frac {\mu _{i}}{T}}\right)}
où
| {\displaystyle \mathbf {J} _{Q}=\mathbf {J} _{E}-nh\mathbf {V} \;\;\;} | est le flux de chaleur, |
| {\displaystyle h={\frac {1}{n}}\sum _{i}n_{i}h_{i}}                    | est l'enthalpie totale. |
Le second membre de l'expression est complexe et ne permet pas de faire apparaître l'affinité du mélange. On va se placer dans le cas d'un mélange binaire, pour lequel :
{\displaystyle \mathbf {J} ^{D}=\mathbf {J} _{1}^{D}=-\mathbf {J} _{2}^{D}\,,\;\;\;\mu =\mu _{1}-\mu _{2}}
L'expression ci-dessus se simplifie alors :
{\displaystyle {\begin{array}{lcl}\sigma _{S}&=&\mathbf {J} _{Q}\cdot \nabla \left({\frac {1}{T}}\right)-\mathbf {J} ^{D}\cdot \nabla \left({\frac {\mu }{T}}\right)\\[0.6em]&=&(\mathbf {J} _{Q}-\mu \mathbf {J} ^{D})\cdot \nabla \left({\frac {1}{T}}\right)-{\frac {1}{T}}\mathbf {J} ^{D}\cdot \nabla \mu \end{array}}}
Le système s'écrira, compte tenu du fait qu'il ne peut exister de couplage entre E ou ni et V :
{\displaystyle {\begin{array}{rcl}\mathbf {J} ^{D}&=&L_{11}\nabla \left({\frac {1}{T}}\right)-L_{12}{\frac {1}{T}}\nabla \mu \\[0.6em]\mathbf {J} _{Q}-\mu \mathbf {J} ^{D}&=&L_{21}\nabla \left({\frac {1}{T}}\right)-L_{22}{\frac {1}{T}}\nabla \mu \end{array}}}
On voit qu'une affinité produit un flux de toutes les quantités ayant la même dimension, y compris de celles qui ne correspondent pas aux quantités conjuguées.
Par renversement du temps E et μi sont inchangés. Les valeurs des signatures seront donc les suivantes :
{\displaystyle \epsilon _{E}=\epsilon _{n_{i}}=1}
d'où la relation :
{\displaystyle L_{21}=L_{12}}

### La conduction
En éliminant le terme correspondant à l'affinité il vient :
{\displaystyle \mathbf {J} _{Q}=\left(\mu +{\frac {L_{22}}{L_{12}}}\right)\mathbf {J} ^{D}-L_{11}\left({\frac {L_{22}}{L_{12}}}-1\right)\nabla \left({\frac {1}{T}}\right)}
En l'absence de diffusion on reconnait la loi de Fourier avec une conductivité égale à
{\displaystyle \lambda ={\frac {L_{11}}{T^{2}}}\left({\frac {L_{22}}{L_{12}}}-1\right)}

### La diffusion
Le gradient d'affinité peut s'écrire :
{\displaystyle \nabla \mu =\left.{\frac {\partial \mu }{\partial T}}\right|_{c}\nabla T+\left.{\frac {\partial \mu }{\partial c}}\right|_{T}\nabla c\,,\;\;\ c={\frac {n_{1}}{n}}}
En reportant cette expression dans celle des flux ci-dessus on obtient :
{\displaystyle {\begin{array}{rcl}\mathbf {J} ^{D}&=&-nD\left(\nabla c+{\frac {k_{T}}{T}}\nabla T\right)\\[0.6em]\mathbf {J} _{Q}&=&\left(\mu +k_{T}\left.{\frac {\partial \mu }{\partial T}}\right|_{c}\nabla T-T\left.{\frac {\partial \mu }{\partial c}}\right|_{T}\right)-\lambda \nabla T\end{array}}}
avec
| {\displaystyle D={\frac {L_{12}}{nT}}\left.{\frac {\partial \mu }{\partial c}}\right\|_{T}}                                                       | coefficient de diffusion binaire,                                                                              |
| {\displaystyle k_{T}={\frac {T}{n}}\left({\frac {L_{12}}{T}}\left.{\frac {\partial \mu }{\partial T}}\right\|_{c}+{\frac {L_{11}}{T^{2}}}\right)} | coefficient de Soret. On utilise également le coefficient de diffusion thermique {\displaystyle D_{T}=k_{T}D}. |
Le flux de chaleur contient un terme lié au gradient de concentration : c'est l'effet Dufour. Le flux de diffusion contient un terme lié au gradient de température : c'est l'effet Soret.